# NGC 3158
NGC 3158 ist eine elliptische Galaxie vom Hubble-Typ E3 im Sternbild Kleiner Löwe am Nordsternhimmel. Sie ist schätzungsweise 309 Millionen Lichtjahre von der Milchstraße entfernt und hat einen Durchmesser von etwa 180.000 Lj.

Im selben Himmelsareal befinden sich u. a. die Galaxien NGC 3152, NGC 3159, NGC 3160 und NGC 3161.
Das Objekt wurde am 17. März 1787 von Wilhelm Herschel entdeckt.